# Окулич, Александр Константинович
Окулич Александр Константинович (15 января 1888 года, деревня Мазолово, Рогачёвский уезд, Могилёвская губерния – 13 мая 1961 года, Москва) – советский военачальник, генерал-лейтенант (1940).

## Биография
Из крестьянской семьи, белорус по национальности.
В ноябре 1915 года был призван в Русскую императорскую армию. Служил рядовым в 240-м запасном пехотном полку (Казань). В июле 1916 года зачислен юнкером в Виленское военное училище, в декабре окончил его. С декабря 1916 служил в 251-м запасном пехотном полку в Москве, после Февральской революции в 1917 году выбран солдатами командиром этого полка. В том же 1917 году вступил в РСДРП(б). В боевых действиях на фронтах Первой мировой войны не участвовал. В октябре 1917 года во главе батальона принял участие в Октябрьском вооружённом восстании в Москве в уличных боях и во взятии Московского Кремля. Демобилизован в чине прапорщика в феврале 1918 года.
В августе 1918 года вступил в Красную Армию, назначен командиром батальона 252-го стрелкового полка и отправлен с ним на Восточный фронт. Там за отличия в боях назначен командиром этого полка, а вскоре – начальником штаба 1-й стрелковой бригады. С декабря 1918 – командир 5-й стрелковой бригады в 3-й Уральской стрелковой дивизии, с февраля 1919 – начальник оперативного отдела штаба 30-й стрелковой дивизии, с июня 1919 – начальник штаба 3-й бригады, а с декабря 1919 – командир этой бригады. С сентября 1920 – командир 90-й стрелковой бригады 30-й стрелковой дивизии на Южном фронте. Активно участвовал в боевых действиях против Народной армии КОМУЧ, войск адмирала А. В. Колчака и генерала П. Н. Врангеля. За подвиги в ходе Перекопско-Чонгарской наступательной операции награждён орденом Красного Знамени. Направлен на учёбу в октябре 1921 года.
В 1922 году окончил Высшие академические курсы при Военной академии РККА и назначен командиром 30-й Иркутской стрелковой дивизии. С февраля 1923 года воевал против басмачества в Туркестане, будучи командиром 3-й Туркестанской стрелковой дивизии (13-й стрелковый корпус) и командующим Восточно-Бухарской группой войск. В январе 1925 года переведён в Белорусский военный округ командиром 4-й стрелковой дивизии. В период командования ею также окончил Курсы усовершенствования высшего начсостава в Москве. С января по июль 1929 года временно исполнял должность командира 16-го стрелкового корпуса Белорусского ВО, затем продолжил командовать 4-й стрелковой дивизией.
В 1930 году переведён в Москву и назначен начальником учебно-строевого управления Главного управления механизации и моторизации РККА. С марта 1931 – руководитель военной кафедры Коммунистического университета имени Я. М. Свердлова. С октября 1932 года служил в Военно-химической академии РККА руководителем оперативно-тактического цикла, в январе 1933 года стал начальником командного факультета академии. 28 ноября 1935 года ему было присвоено воинское звание комдив, а 4 июня 1940 года – генерал-лейтенант. На этом посту встретил начало Великой Отечественной войны.
Участник Великой Отечественной войны с 12 декабря  1941 года, когда был назначен командиром 46-й стрелковой дивизии 52-й армии на Волховском фронте. Дивизия участвовала в Любанской наступательной операции и добилась некоторого продвижения, но при этом несла значительные потери. В марте 1942 года отозван с фронта и назначен временно исполняющим должность начальника Управления химического отпора Главного военно-химического управления Красной Армии, с апреля 1943 – начальник Оперативно-разведывательного управления данного Главка.
В апреле 1946 года генерал-лейтенант А. К. Окулич уволен в отставку.
Жил в Москве. Скончался 13 мая 1961 года. Похоронен на Преображенском кладбище Москвы.

## Награды
- Орден Ленина (21.02.1945)
- Два ордена Красного Знамени (2.08.1921, 3.11.1944)
- Орден Отечественной войны 1-й степени (29.06.1945)[4]
- Орден Красного Полумесяца 1-й степени Бухарской народной советской республики (24.11.1923)[5]
- Медали